# Danh sách doanh nghiệp lớn nhất Hàn Quốc

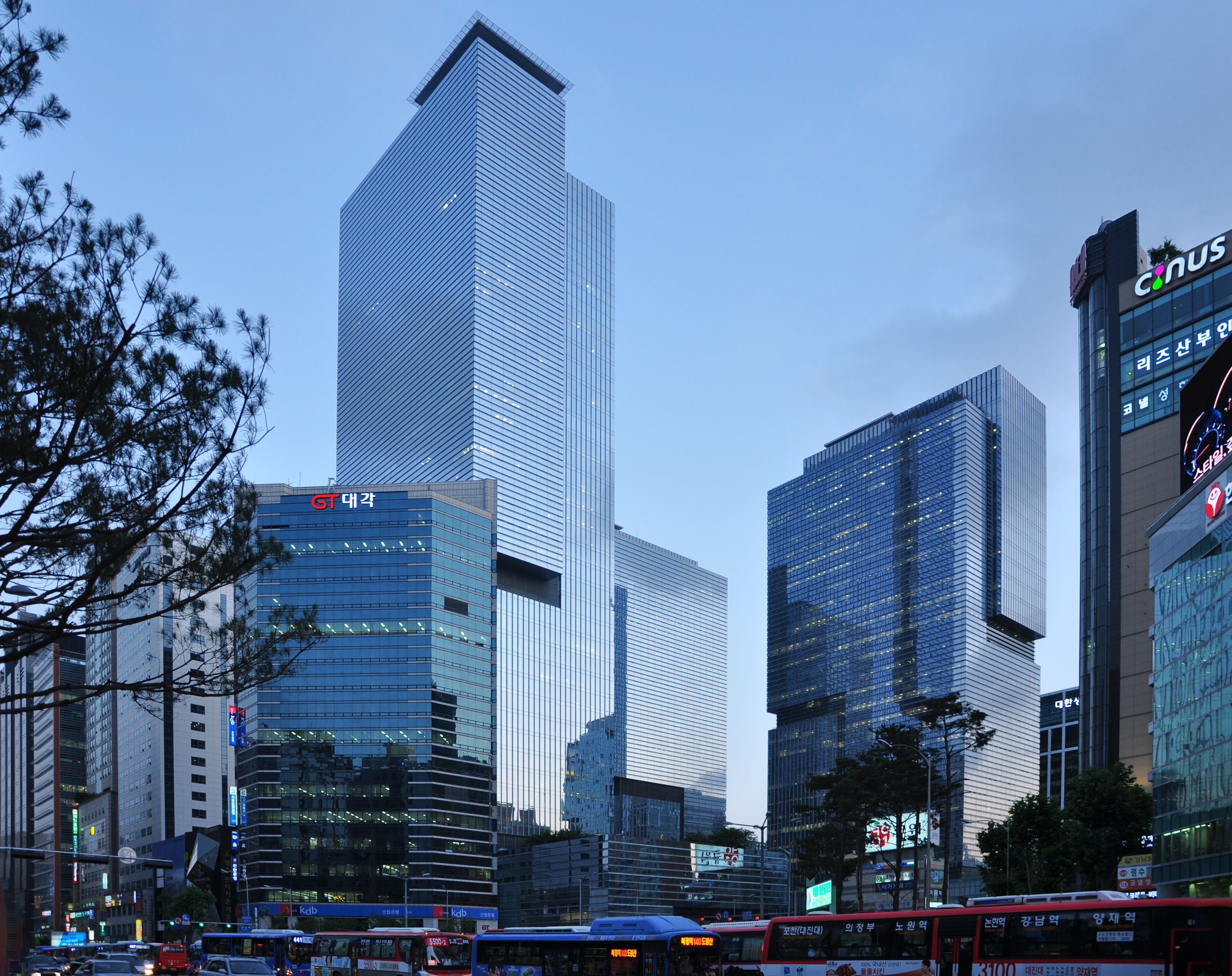
Trụ sở của Samsung ở thủ đô Seoul

Bài viết này liệt kê danh sách các công ty lớn nhất tại Hàn Quốc về các mặt như doanh thu, lợi nhuận ròng và tổng tài sản, chiếu theo hai tạp chí kinh doanh nổi tiếng của Mỹ là Fortune và Forbes.

## Danh sách của Fortune năm 2020
| Thứ hạng | Thứ hạng trên Fortune 500 | Tên công ty                      | Ngành nghề    | Doanh thu (triệu đô la Mỹ) | Lợi nhuận (triệu đô la Mỹ) | Số nhân sự | Trụ sở |
| -------- | ------------------------- | -------------------------------- | ------------- | -------------------------- | -------------------------- | ---------- | ------ |
| 1        | 19                        | Samsung Electronics              | Công nghệ     | 197.705                    | 18.453                     | 287.439    | Suwon  |
| 2        | 84                        | Hyundai Motor                    | Ô tô          | 90.740                     | 2.557                      | 114.032    | Seoul  |
| 3        | 97                        | SK Holdings                      | Tổng công ty  | 86.163                     | 616                        | 108.911    | Seoul  |
| 4        | 194                       | POSCO                            | Thép          | 55.592                     | 1.600                      | 35.261     | Seoul  |
| 5        | 207                       | LG Electronics                   | Công nghệ     | 53.464                     | 27                         | 74.000     | Seoul  |
| 6        | 227                       | Korea Electric Power Corporation | Điện lực      | 50,257                     | −2,013                     | 47,452     | Naju   |
| 7        | 229                       | Kia Motors                       | Ô tô          | 49.894                     | 1.567                      | 52.448     | Seoul  |
| 8        | 277                       | Hanwha                           | Tập đoàn      | 43.258                     | 77                         | 57.967     | Seoul  |
| 9        | 385                       | Hyundai Mobis                    | Phụ tùng ô tô | 32.649                     | 1.966                      | 32.065     | Seoul  |
| 10       | 426                       | KB Financial Group               | Ngân hàng     | 29.470                     | 2.842                      | 26.702     | Seoul  |
| 11       | 437                       | CJ Corporation                   | Tổng công ty  | 28.986                     | 229                        | 59.915     | Seoul  |
| 12       | 447                       | GS Caltex                        | Dầu khí       | 28.541                     | 388                        | 3.283      | Seoul  |
| 13       | 467                       | Samsung Life Insurance           | Bảo hiểm      | 27.291                     | 839                        | 5.346      | Seoul  |
| 14       | 481                       | Samsung C&T                      | Xây dựng      | 26.396                     | 901                        | 16.580     | Seoul  |

## Danh sách của Forbes năm 2020
| Thứ hạng | Thứ hạng trên Forbes 2000 | Tên công ty                               | Trụ sở   | Doanh thu (tỷ đô la Mỹ) | Lợi nhuận (tỷ đô la Mỹ) | Tổng tài sản (tỷ đô la Mỹ) | Giá trị (tỷ đô la Mỹ) | Ngành nghề         |
| -------- | ------------------------- | ----------------------------------------- | -------- | ----------------------- | ----------------------- | -------------------------- | --------------------- | ------------------ |
| 1        | 16                        | Samsung Electronics                       | Suwon    | 197,6                   | 18,4                    | 304,9                      | 278,7                 | Công nghệ          |
| 2        | 189                       | Hyundai Motor                             | Seoul    | 90,5                    | 2,3                     | 163,3                      | 20,1                  | Ô tô               |
| 3        | 268                       | Shinhan Bank                              | Seoul    | 33,9                    | 1,3                     | 477,7                      | 11,7                  | Ngân hàng          |
| 4        | 278                       | KB Financial Group                        | Seoul    | 37,3                    | 2,7                     | 449,9                      | 11,1                  | Ngân hàng          |
| 5        | 296                       | SK Hynix                                  | Seoul    | 23,2                    | 1,3                     | 55,2                       | 47,0                  | Công nghệ          |
| 6        | 365                       | POSCO                                     | Seoul    | 53,2                    | 1,3                     | 67,6                       | 12,1                  | Thép               |
| 7        | 417                       | Hyundai Mobis                             | Seoul    | 31.9                    | 1.8                     | 38.7                       | 13.2                  | Phụ tùng ô tô      |
| 8        | 420                       | Hana Financial Group                      | Seoul    | 28.3                    | 2.1                     | 364.5                      | 6.6                   | Tài chính          |
| 9        | 478                       | Kia Motors                                | Seoul    | 50.8                    | 1.2                     | 45.8                       | 9.8                   | Ô tô               |
| 10       | 510                       | Samsung C&T                               | Seoul    | 25.7                    | 1.0                     | 34.8                       | 14.3                  | Xây dựng           |
| 11       | 529                       | Samsung Life Insurance                    | Seoul    | 23.8                    | 1.0                     | 270.4                      | 7.2                   | Bảo hiểm           |
| 12       | 541                       | SK Group                                  | Seoul    | 85.1                    | 1.0                     | 114.2                      | 7.3                   | Tập đoàn           |
| 13       | 594                       | Korea Electric Power Corporation          | Naju     | 50.7                    | −2.0                    | 170.9                      | 12.6                  | Điện lực           |
| 14       | 613                       | Woori Financial Group                     | Seoul    | 16.7                    | 1.1                     | 301.1                      | 5.0                   | Tài chính          |
| 15       | 615                       | SK Telecom                                | Seoul    | 15.2                    | 1.0                     | 38.6                       | 12.7                  | Viễn thông         |
| 16       | 629                       | Industrial Bank of Korea                  | Seoul    | 13.8                    | 1.3                     | 275.1                      | 3.7                   | Ngân hàng          |
| 17       | 719                       | LG Chem                                   | Seoul    | 24.6                    | 0.1                     | 30.5                       | 23.7                  | Hóa chất           |
| 18       | 728                       | Samsung Fire & Marine Insurance           | Seoul    | 19.1                    | 0.6                     | 73.0                       | 6.6                   | Bảo hiểm           |
| 19       | 770                       | LG Electronics                            | Seoul    | 52.5                    | 0.4                     | 37.4                       | 8.1                   | Công nghệ          |
| 20       | 851                       | Hanwha Group                              | Seoul    | 43.2                    | 0.08                    | 157.6                      | 1.2                   | Tập đoàn           |
| 21       | 929                       | SK Innovation                             | Seoul    | 42.8                    | −0.03                   | 34.2                       | 7.1                   | Dầu khí            |
| 22       | 981                       | KT Corporation                            | Seongnam | 20.9                    | 0.5                     | 29.5                       | 4.8                   | Viễn thông         |
| 23       | 1106                      | CJ Group                                  | Seoul    | 29.0                    | 0.2                     | 34.9                       | 1.9                   | Bán lẻ             |
| 24       | 1119                      | Lotte Chemical                            | Seoul    | 13.0                    | 0.6                     | 17.3                       | 6.1                   | Hóa chất           |
| 25       | 1120                      | LG Household & Health Care                | Seoul    | 6.5                     | 1.0                     | 5.4                        | 19.1                  | Hàng tiêu dùng     |
| 26       | 1141                      | LG Corporation                            | Seoul    | 5.2                     | 1.0                     | 19.4                       | 8.9                   | Tập đoàn           |
| 27       | 1168                      | Korea Gas Corporation                     | Daegu    | 21.4                    | 0.03                    | 34.0                       | 1.9                   | Dầu khí            |
| 28       | 1191                      | GS Group                                  | Seoul    | 15.1                    | 0.5                     | 21.4                       | 3.0                   | Tập đoàn           |
| 29       | 1199                      | DB Insurance                              | Seoul    | 13.1                    | 0.3                     | 47.6                       | 2.3                   | Bảo hiểm           |
| 30       | 1210                      | Samsung SDI                               | Seoul    | 8.6                     | 0.3                     | 17.2                       | 15.7                  | Ô tô               |
| 31       | 1226                      | LG Display                                | Seoul    | 18.9                    | −2.5                    | 29.5                       | 3.2                   | Công nghệ          |
| 32       | 1238                      | Naver                                     | Seongnam | 5.8                     | 0.5                     | 10.6                       | 23.5                  | Dịch vụ IT         |
| 33       | 1277                      | Hyundai Steel                             | Incheon  | 17.0                    | −0.2                    | 27.9                       | 2.3                   | Thép               |
| 34       | 1285                      | Hyundai Marine & Fire Insurance           | Seoul    | 11.9                    | 0.2                     | 39.2                       | 1.7                   | Bảo hiểm           |
| 35       | 1288                      | Lotte Shopping                            | Seoul    | 15.1                    | −0.8                    | 29.4                       | 2.3                   | Bán lẻ             |
| 36       | 1293                      | Korea Investment Corporation              | Seoul    | 2.6                     | 0.7                     | 52.5                       | 2.4                   | Tài chính          |
| 37       | 1302                      | Hyundai Heavy Industries                  | Ulsan    | 21.8                    | −0.2                    | 22.2                       | 2.9                   | Công nghiệp nặng   |
| 38       | 1310                      | Samsung SDS                               | Seoul    | 9.0                     | 0.5                     | 7.4                        | 10.3                  | Dịch vụ IT         |
| 39       | 1311                      | Mirae Asset Daewoo                        | Seoul    | 3.9                     | 0.5                     | 113.5                      | 3.2                   | Tài chính          |
| 40       | 1326                      | CJ CheilJedang                            | Seoul    | 19.2                    | 0.1                     | 22.7                       | 3.6                   | Thực phẩm          |
| 41       | 1331                      | Doosan Group                              | Seoul    | 16.1                    | −0.2                    | 25.2                       | 0.6                   | Tập đoàn           |
| 42       | 1383                      | Meritz                                    | Seoul    | 7.9                     | 0.3                     | 53.1                       | 1.1                   | Bảo hiểm           |
| 43       | 1402                      | Meritz Securities                         | Seoul    | 7.4                     | 0.4                     | 33.0                       | 1.5                   | Tài chính          |
| 44       | 1418                      | Hyundai Engineering & Construction        | Seoul    | 14.8                    | 0.4                     | 15.8                       | 3.2                   | Xây dựng           |
| 45       | 1419                      | Busan Bank                                | Busan    | 4.2                     | 0.4                     | 90.4                       | 1.4                   | Ngân hàng          |
| 46       | 1446                      | S-Oil                                     | Seoul    | 20.4                    | −0.8                    | 13.4                       | 6.7                   | Dầu khí            |
| 47       | 1480                      | Korea Shipbuilding & Offshore Engineering | Seoul    | 13.5                    | 0.3                     | 21.7                       | 4.8                   | Tư liệu sản xuất   |
| 48       | 1503                      | E-mart                                    | Seoul    | 16.3                    | 0.2                     | 18.2                       | 2.7                   | Bán lẻ             |
| 49       | 1554                      | Korean Air                                | Seoul    | 10.9                    | −0.5                    | 23.4                       | 1.6                   | Hãng hàng không    |
| 50       | 1563                      | Korea Tobacco & Ginseng Corporation       | Daejeon  | 4.3                     | 0.9                     | 9.3                        | 8.4                   | Hàng hóa tiêu dùng |